# NGC 2298
NGC 2298 est un amas globulaire situé dans la constellation de la Poupe. Il a été découvert par l'astronome écossais James Dunlop le 8 mai 1826 qui l'a inscrit dans son catalogue sous le numéro 578. 

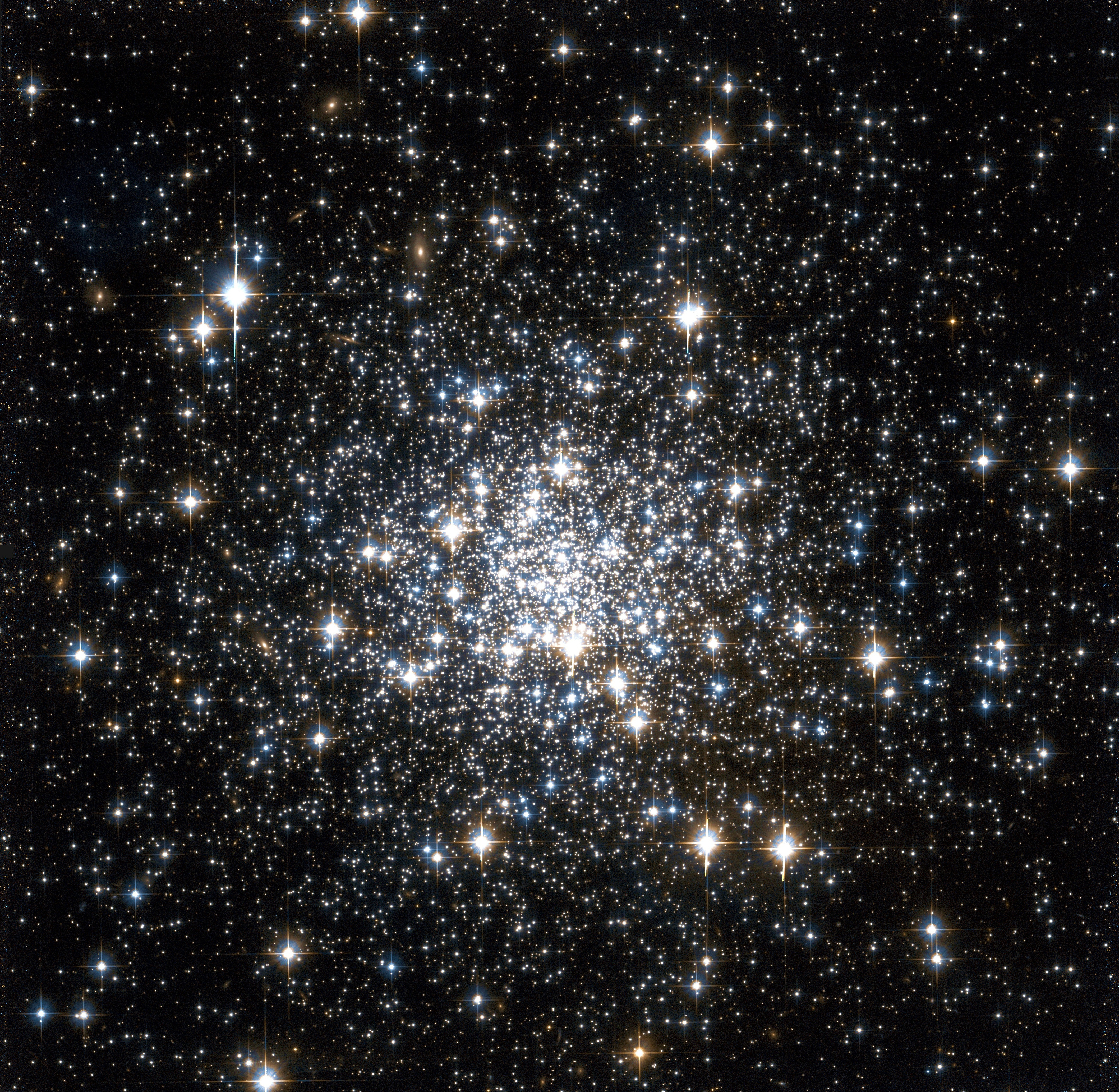
NGC 2298 par le télescope spatial Hubble.

Selon une étude publiée en 2011 par J. Boyles et ses collègues, la métallicité de l'amas NGC 2298 est égale à -1,92 et sa masse est égale à 84 900{\displaystyle M_{\odot }}. Dans cette même étude, la distance de l'amas est estimée à environ 10,8 kpc (∼35 200 al). Selon une étude publiée en 2010, la métallicité de NGC 2298 est estimée à -1,71 [Fe/H] et son âge à 12,67 milliards d'années. 
SEDS indique que cet amas est peut-être un ancien membre de la galaxie naine du Grand Chien. Cependant, une publication parue en 2018 suggère plutôt que NGC 2298 serait l'un des amas globulaires nés de la fusion de la galaxie naine Gaïa-Encelade avec la Voie lactée.